# 小池秀郎
小池 秀郎（平假名：、1969年3月18日—）是日本岐阜縣羽島市出身的職棒投手。
在亞細亞大學曾締造單季111三振的東都六大學聯盟記錄，號稱東都最強三振王。大學畢業後，1990年底選秀會，有八隊指名，但巨人隊表示更要爭取元木大介。被羅德獵戶星選上，儘管羅德隊開出年薪一億，以及將隊中前任王牌投手村田兆治的29號背號給他，但是小池秀郎依舊不為所動，最後放棄加入職棒，改進入松下電器。曾在日本舉行的日本業餘棒球與古巴隊對抗賽，首創完封古巴隊紀錄。1992年底，以近鐵第一指名身份加入日職球界。後來左手受傷，長期戰力不振。1997年取得15勝的佳績，是小池在日本職棒表現最好的一年，也是唯一有兩位數勝投的一年。2005年被樂天戰力外通告，宣布退休。

## 外部連結
- 小池秀郎官方網誌 （页面存档备份，存于）